# خارطة أرضية

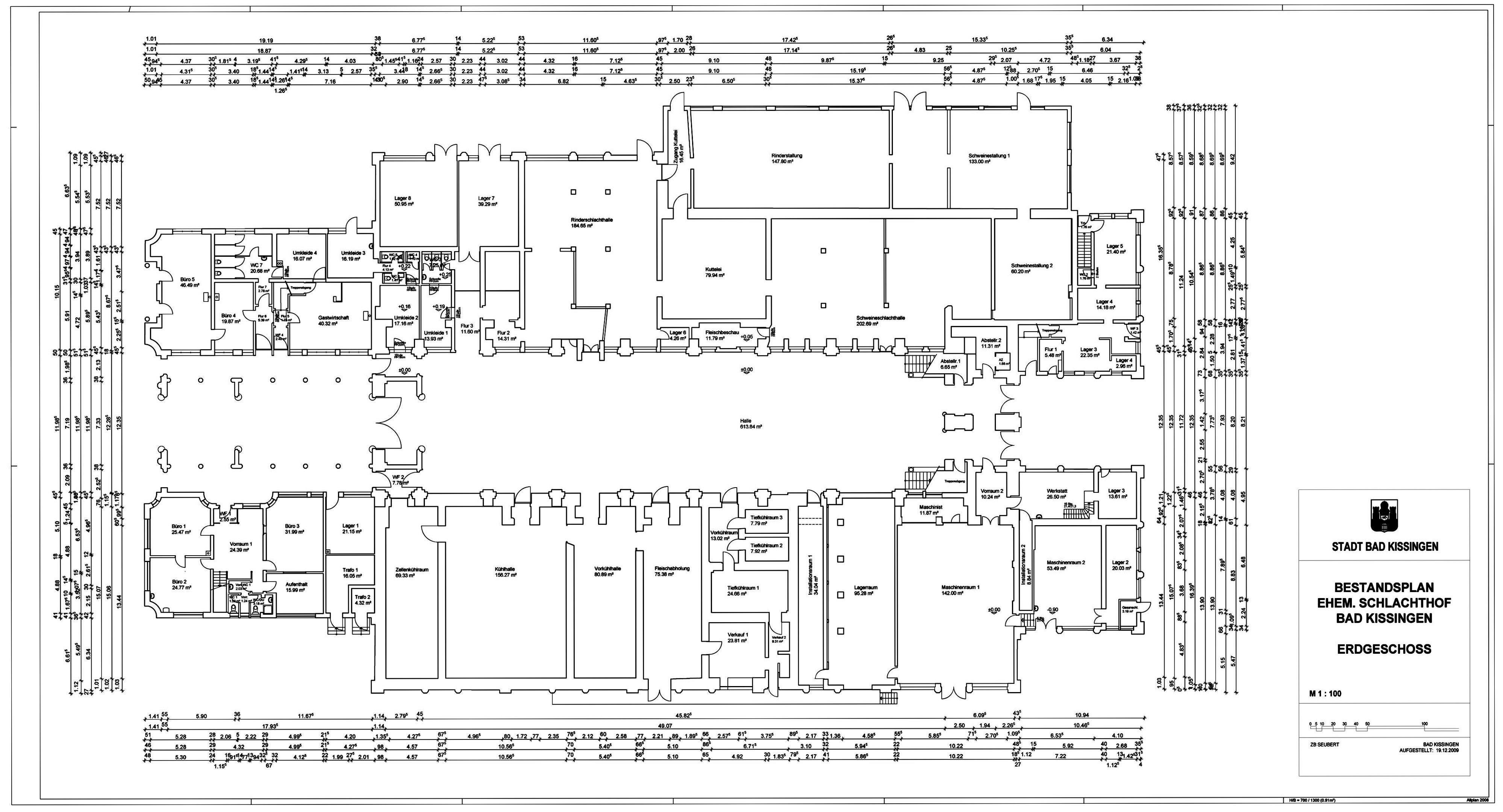

خارطة أرضية (بالألمانية:Bestandsplan ) هي خارطة توضح الوضع الحالي لمساحة أرضية طبيعية وما يوجد عليها من مبان ومنشآت اصطناعية مثل الشوارع والجسور. وتعتمد محتويات لخارطة الأرضية على الغرض منها، فمنها أنواع:
- الحالة الطبيعية: وتبين مقاييس المساحة الطبيعية من مرتفعات وسهول وما فيها من نباتات، وما عليها من منشآت اصطناعية مثل الطرق والشوارع والجسور والمباني.
- موجودات توصيلات: وهي تبين القنوات وأنابيب الصرف الصحي ، والأعمدة والآبار. وقد تبين في نفس الوقت بعض الموجودات الطبيعية، ولكن بوصف مختصر.

وبحسب الغرض من الخارطة الأرضية فستخدم لها مقياسا للرسم مناسب، فقد يكون 1:200 أو 1:500 أو 1:1000. أما بالنسبة إلى المباني والمنشآت فعادة يستخدم مقياس رسم أكبر من ذلك.
تستخدم خارطة الأرضية بغرض تحديد الوضع الحالي للمساحة تحت الاعتبار. فهي تسجيل مثلا لتوصيلات موجودة ، وقد تستخدم أيضا بغرض تخطيط لمبان ومنشآت جديدة.
كما يمكن أن تبين خارطة أرضية بيوتا ومنازلا بغرض مسح شامل للمباني والمنشأت في منطقة معينة، ويكون الغرض منها التعرف على احتياجات بعض المباني إلى صيانة وتجديد والتخطيط لإجرائها، أو تستخدم لاعتبارات أخرى تخص الممتلكات.

## اقرأ أيضا
- مقياس الرسم
- خارطة قاعدة
- مساحة طابقية (بناء)